# Усть-Илимск (малый противолодочный корабль)
«Усть-Илимск» (МПК-17) — малый противолодочный корабль проекта 1124М. (шифр «Альбатрос», кодовое обозначение НАТО — Grisha III class corvette).
Основными задачами МПК являются обеспечение развёртывания ПЛАРБ, охрана военно-морских баз и соединений ударных кораблей и конвоев судов в прибрежных районах. Боевое применение не предполагает выход корабля в открытое море.

## История строительства
Корабль заложен на Хабаровском судостроительном заводе им. С.М. Кирова 22 января 1990 года, спущен на воду 28 августа 1991 года, вошёл в состав Тихоокеанского флота 11 февраля 1992 года.

## Вооружение
- 76-мм артиллерийская установка АК-176 (боезапас 550 выстрелов)
- 30-мм артиллерийская установка АК-630М (боезапас 3000 патронов)
- реактивная бомбометная установка РБУ-6000 «Смерч-2» (48 глубинных бомб РГБ-60)
- Пусковая установка зенитно-ракетного комплекса «Оса-МА» (боекомплект 20 ЗУР 9М-33М2)
- 2 спаренных 533-мм торпедных аппарата ДТА-53-1124 (может нести 4 торпеды типа 53-65К, СЭТ-53, СЭТ-53М, СЭТ-65)
- переносной зенитно ракетный комплекс «Игла» (боекомплект 16 ракет) с кормовой МТУ с четырьмя направляющими.

### Средства радиоэлектронной борьбы
- две ПУ КЛ-101 комплекса РЭБ ПК-16 (128 выстрелов АЗ-ТСП-60УМ)
- РЛС РЭБ «Вымпел-Р2»

### Радиотехническое вооружение
- НРЛС МР-231 "ПАЛ"
- РЛС общего обнаружения МР-320 «Топаз-2»
- РЛС РТР «Бизань-4Б»
- Аппаратура госопознавания «Никель-КМ»
- РАС «Нихром-КМ»
- АП РЛС СУАО «Вымпел-А»
- АП РЛС «Топаз-2В»;
- Радиопеленгатор АРП-50Р
- ГАК МГК-335МС
- ОГАС МГ-339Т «Шелонь-Т»
- ГАС звукоподводной связи МГ-26 «Хоста»
- ГАС КМГ-12 «Кассандра»
- ГАС приема сигналов гидроакустических буев МГС-407К
- Станция обнаружения теплового кильватерного следа ПЛ МИ-110КМ
- Станция обнаружения радиационного кильватерного следа ПЛ МИ-110Р

## История службы
11 февраля 1992 года МПК-17 включен в состав КТОФ. 12 февраля 1992 года на корабле поднят государственный флаг РФ и военно-морской флаг ВМФ СССР. МПК-17 зачислен в 11 ДНПЛК 47 БКОВР с базированием на бухту Парис острова Русский.
26 июля 1992 года торжественно спущен флаг ВМФ СССР и поднят Андреевский флаг.
В 1996 году местом базирования 47-й БрКОВР определена база Малый Улисс в городе Владивосток.
В 1998 году проведены очередные организационно-штатные мероприятия ТОФ, в результате чего 47-я БрКОВР и 165-я БрРКА были расформированы и на их базе была сформирована 165-я БрНК с тем же местом базирования. Корабль включён в состав 11-го ДнКОВР 165-й БрНК.
В 2003 году компания RUSTEEL взяла шефство над кораблём МПК-17.
22 июля 2007 года администрация города Усть-Илимск и командование в/ч 99396 подписали договор №83 от 22.07.2008 г. «О шефских связях между Администрацией города Усть-Илимска и командованием малого противолодочного корабля МПК-17».
29 июля 2007 года МПК «Усть-Илимск» принял участие в театрализованном шоу на День ВМФ в городе Владивосток с учебным пуском бомб из РБУ-6000.
12 февраля 2009 года представители компании RUSTEEL подарили экипажу МПК-17 освященную икону Николая Чудотворца — покровителя и защитника мореплавателей в честь 17-летия со дня поднятия флага на корабле.
16 января 2010 года Приказом Главнокомандующего ВМФ №10 в целях усиления военно-патриотического воспитания личного состава ВМФ и укрепления шефских связей между жителями города Усть-Илимск с военными моряками МПК-17 присвоено наименование «Усть-Илимск».
10 апреля 2010 года в бухте Малый Улисс состоялась торжественная церемония переименования корабля в «Усть-Илимск».
В августе-сентябре 2013 года — крупномасштабные учения воинских объединений Приморья и Камчатки. В маневрах приняли участие 20 самолётов и вертолётов, до 3 тысяч военнослужащих и гражданских специалистов, 30 кораблей и катеров, 10 судов обеспечения отряда боевых кораблей КТОФ, в составе БПК «Адмирал Виноградов», БПК «Маршал Шапошников», БДК «Николай Вилков», БДК «Ослябя», ЭМ «Быстрый», ССВ-208 «Курилы», МПК «Советская Гавань», МПК «Усть-Илимск», МПК «Приморский Комсомолец», КИЛ-927, КИЛ-498, ГС «Иртыш». Кроме сил Тихоокеанского флота, в учениях приняли участие представители МВД РФ, ФСБ РФ, МЧС и Министерства транспорта РФ.
С начала 2015 года по март 2016 года МПК «Усть-Илимск» прошел ремонт в Центре судоремонта «Дальзавод».
На январь 2016 года «Усть-Илимск» входил в 11-й дивизион кораблей охраны водного района 165-й бригады надводных кораблей Краснознамённого Тихоокеанского флота с базированием на Владивосток.
20 марта 2019 года, к 27-й годовщине поднятия флага на МПК «Усть-Илимск», на корабль доставлена была освященная Казанская икона Божией Матери и Господа Вседержителя, преподнесенная в дар команде корабля членом Общественной палаты города Усть-Илимска С. Л. Ковелько.

## Командиры корабля
- 1991-1993 капитан 3-го ранга Пупырев Владимир Григорьевич
- 1993-1994 старший лейтенант Калашников Сергей Александрович
- 1994-1995 капитан 3-го ранга Дубровин Андрей Анатольевич
- 1995-1996 капитан 3-го ранга Кузнецов Олег Вячеславович
- 2000-2002 капитан 3-го ранга Бикеев Сергей Хамидуллович
- 2002-2006 капитан 3-го ранга Кулигин Максим Георгиевич
- 2006-2008 капитан 3-го ранга Лебедев Андрей Аркадьевич
- 2020-2021 капитан-лейтенант Скорляков Иван Александрович
- 12.2021-09.2022 старший лейтенант Пугачев Роман Юрьевич
- 12.2022-09.2024 старший лейтенант Колпаков Михаил Николаевич
- 09.2024-н.в. капитан-лейтенант Линник Сергей Викторович

Бортовые номера 
- C 1992 года — 395
- С 2001 года — 362